# Jasło

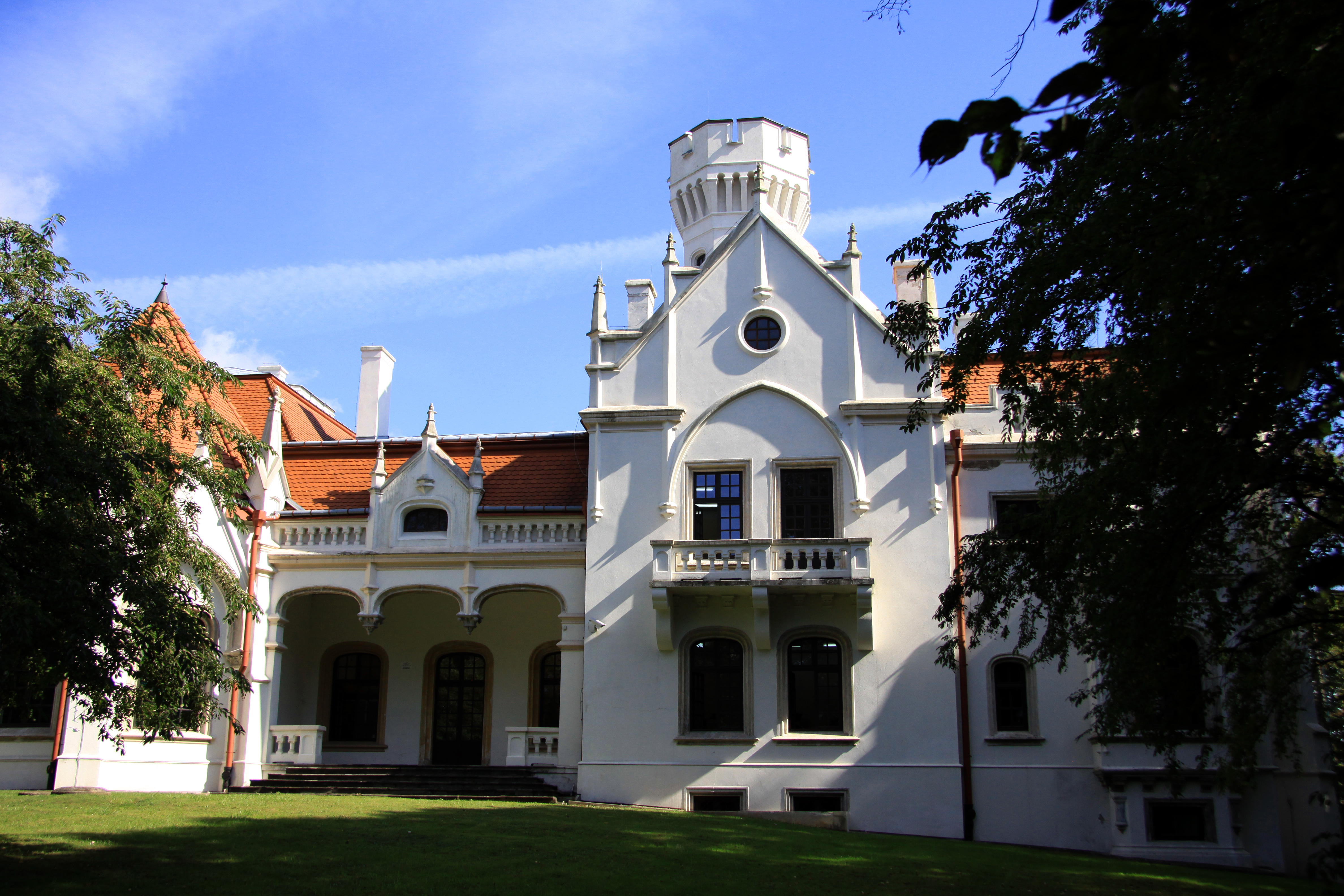
Sroczyński-Palast in Jasło

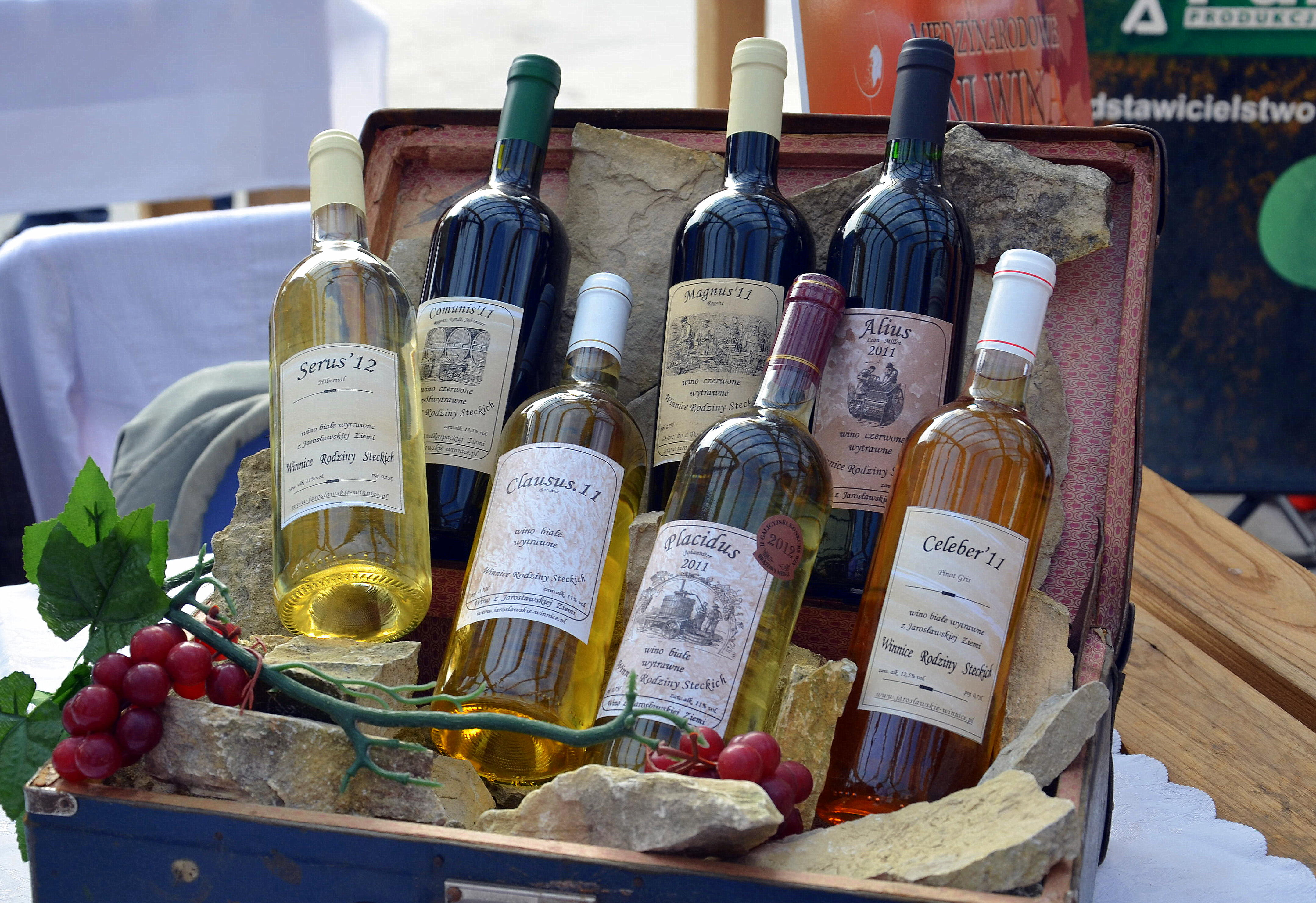
Weinsorten aus Nord-Vorkarpaten. Die Vorkarpatische Dreistadt in Jasło (2013)

Jasłoⓘ ist eine Stadt in Polen in der Woiwodschaft Karpatenvorland.

## Geschichte

### Mittelalter
Westlich der Stadt in Trzcinica befand sich einer der wichtigsten slawischen Burgwälle der Wislanen aus dem 8. Jahrhundert.
Die erste urkundliche Erwähnung von Iasel bzw. Iassiel stammt aus dem 1252 bzw. 1277 erschienenem Dokument unter dem Jahr 1185. Die Siedlung hieß im 13. Jahrhundert Jasel, Iasiel (1262). Später wurde sie als Iassol (1325), Yassel (1346), Jessel (1367), Jessil (1368), Ieschil, Jasschil (1374), Gesszel (1386), Jassyel (1388), Jasszel (1400), Jeszlo (1415), Jaszlo (1417), Jasel (1420), Jaszel (1422), Jassil, Jaslo (1429), Jasziel (1435), Yaszyel (1465), Iaszlo (1469), Yaszyel (1470–1480), Iaszyel, Yaszel (1471), Jasso [!] (1486), Iasszek [!] (1491), Lassko [!] (1496), Jasslo (1502), Iaschlo (1514), Iaslo (1527) erwähnt. Der Name ist von urslawischen *(j)eš- (hell, klar; indoeuropäische *aidh-s-) abgeleitet, ursprünglich der Name des Bergflusses Jasiołka mit hellem, felsigen Boden. Die Form Jasło entstand im 15. Jahrhundert, als Folge der Angleichung der Form Jasieł an den Genitiv Jasła als neue Form Jasło.
Der Ort lebte vor allem vom Handel. Die Gewährung von Abgabenfreiheit und Rechtsprivilegien durch Herzog Bolesław V. den Schamhaften 1262 förderte das Wachstum. 1365 verlieh Kasimir der Große das Stadtrecht nach Magdeburger Recht. 1368 ging die bisher im Besitz der Zisterzienser befindliche Stadt in den Besitz der polnischen Krone über. Seit Ende des 14. Jahrhunderts gab es eine Pfarrschule, ihr berühmtester Absolvent war Bartholomeus de Jassel (1383), später Professor an der Jagiellonen-Universität Krakau.
Die Stadt gehörte zunächst zum Königreich Polen (ab 1569 Adelsrepublik Polen-Litauen), Woiwodschaft Krakau, Kreis Biecz.
Kriegerische Auseinandersetzungen trafen im 15. Jahrhundert Jasło (z. B. 1474 Plünderung durch die Ungarn), das damals noch über keine Verteidigungseinrichtungen verfügte, und hemmten Handel und Wachstum. Als Gegenmaßnahmen minderten die Könige Kasimir IV. und Jan Olbracht die Abgabenlast und verliehen Privilegien. Ab Ende des 15. Jahrhunderts entstanden die ersten Häuser aus Stein.

### Neuzeit
1652 und 1653 wüteten Seuchen. Der Aufenthalt der polnischen Armee 1661 und 1662 führte zu Plünderungen und höheren Abgaben, was die Entwicklung Jasłos weiter dämpfte. Auch Brände suchten die Stadt heim, am schlimmsten 1670, 1683, 1691 und 1754.
Nach der Ersten Teilung Polens (1772) begann die österreichische Herrschaft über das Gebiet. 1790 wurde Jasło Kreisstadt, 1860 verlor es diesen Status wieder und wurde Teil des Bezirks Tarnów, später wieder der Sitz Bezirks Jasło.
Am 5. Januar 1826 zerstörte erneut ein großer Brand die Stadt fast vollständig.
Im Jahr 1900 hatte die Stadt Jasło 485 Hektar Fläche, 556 Häuser mit 6571 Einwohnern, davon die Mehrheit römisch-katholisch (4859) und polnischsprachig (6451), 1524 Juden und 178 griechisch-katholisch.
Nach dem Zerfall Österreich-Ungarns im November 1918 wurde Jasło wieder polnisch. Zwischen den Weltkriegen entstand ein neues Rathaus mit Statuen Kasimirs des Großen und Hedwig I. in seiner Fassade. Vor dem Ausbruch des Zweiten Weltkrieges lebten in der Stadt 12.000 Einwohner, darunter 3.000 Personen jüdischer Nationalität.

### Zweiter Weltkrieg und danach
Beim deutschen Überfall auf Polen wurde Jasło am 8. September 1939 durch die Wehrmacht besetzt. 1941 wurde in der Nähe das Stammlager 325 Szebnie für sowjetische Kriegsgefangene errichtet. Es wurde später als so genanntes Zentral-Arbeitslager im Holocaust gegen Juden genutzt (ZAL, eine Form von KZ). Am 13. September 1944 befahl der deutsche Bürgermeister Walter Gentz, die Stadt zu verminen und zu zerstören. Nach drei Monaten vorsätzlicher Zerstörung blieben von 1200 Gebäuden nur 40 übrig. Am 16. Januar 1945 erreichten die Rote Armee und tschechoslowakische Artillerieeinheiten das von Menschen entleerte Jasło.
1975 wurde Jasło Teil der Woiwodschaft Krosno, seit 1999 gehört es zur Woiwodschaft Karpatenvorland.

## Wappen
Das Wappen zeigt die Buchstaben J.A.R. und eine Krone in Gold auf rotem Hintergrund. Die Herkunft und das Datum der Vergabe des Wappens ist nicht gesichert. Möglicherweise erhielt die Stadt das Wappen von König Jan Olbracht (Joannes Albertus Rex) im 15. Jahrhundert. Der früheste Beleg der Verwendung eines Siegels mit dem Stadtwappen stammt aus den Jahren 1532 bis 1565.

## Einwohnerentwicklung
| Jahr          | 1790  | 1921   | 1939   | 2000   |
| ------------- | ----- | ------ | ------ | ------ |
| Einwohnerzahl | 1.500 | 10.257 | 12.000 | 38.871 |

## Gmina
- Die Stadt Jasło bildet eine Stadtgemeinde (gmina miejska).
- Die eigenständige Landgemeinde (gmina wiejska) Jasło hat eine Fläche von 93 km². Zu ihr gehören 18 Orte mit 17 Schulzenämtern.

## Städtepartnerschaften
- Makó (Ungarn)
- Trebišov (Slowakei)
- Bardejov (Slowakei)
- Truskawez (Ukraine)
- Camposampiero (Italien)

## Persönlichkeiten
- Marcell Frydmann, Ritter von Prawy (1847–1906), Beamter und Journalist
- Seweryn Bieszczad (1852–1923), Landschafts- und Genremaler
- Ignacy Steinhaus (1860–1928), Rechtsanwalt und Politiker
- Hugo Steinhaus (1887–1972), Mathematiker
- Cecilia Krieger (1894–1974), kanadische Mathematikerin
- Henryk Dobrzański (1897–1940), Offizier und Partisan
- Helena Kornella (1897–1992), Polens erste Urologin
- Adam Gerżabek (1898–1965), Maler
- Jan Wodyński (1903–1988), Maler
- Stanisław Kania (1927–2020), Politiker
- Jerzy Matuszkiewicz (1928–2021), Jazzmusiker und Filmkomponist
- Zbigniew Skrudlik (* 1934), Fechter
- Tadeusz Górczyk (1961–2020), Politiker
- Elżbieta Łukacijewska (* 1966), Politikerin
- Paweł Zagumny (* 1977), Volleyballer
- Grzegorz Bril (* 1986), Biathlet
- Kamil Piątkowski (* 2000), Fußballspieler
- Michał Rakoczy (* 2002), Fußballspieler

Ehrenbürger
- Karl Ritter von Stremayr (1823–1904), Minister für Kultus und Unterricht in Anerkennung seiner Verdienste um die Errichtung der Gymnasien und Mittelschulen Galiziens.